# Marino Verardo
Marino Verardo, né le 5 octobre 1961 à Bordeaux et mort le 14 juin 2011 dans la même ville, est un coureur cycliste français. Il fut l'un des meilleurs amateurs du Sud-Ouest.

## Biographie
Marino Verardo est né à Bordeaux dans une famille d'origine italienne. Il commence le cyclisme durant sa jeunesse en suivant les traces de son père Maurice, lui-même ancien coureur cycliste. Ses frères Mario, Gino et Guido ont également pratiqué ce sport en compétition, tout comme sa sœur Gina,.
Durant sa carrière, il porte les couleurs du VC Langon, du CC Marmande, de l'AS Facture Biganos, de l'AC Boulogne-Billancourt et de l'US Bouscat. Bon coureur régional, il s'illustre en obtenant plus de 300 victoires chez les amateurs. Il remporte également une étape du Tour de Yougoslavie en 1986, sous les couleurs de l'équipe de France. Il continue la compétition jusqu'en 2000.
Après sa carrière cycliste, il devient éducateur puis directeur sportif au CC Marmande. Il meurt en 2011 d'une maladie, à seulement 49 ans,.

## Palmarès
- 1976
  - Champion d'Aquitaine cadets
- 1980
  - Bordeaux-Castillon
- 1982
  - Paris-Barentin
  - Tour du Blayais
- 1983
  - Bordeaux-Saintes
  - 2e étape des Trois Jours des Mauges
  - Paris-Barentin
  - Prologue du Tour du Béarn-Aragon
- 1984
  - Essor basque
  - 3e étape du Tour de Vendée amateurs
- 1985
  - Tour du Blayais
  - Circuit du Marensin
  - Primevère Montoise
- 1986
  - 5e étape du Tour de Yougoslavie
  - Nocturne de Bruch
  - 3e de Tarbes-Sauveterre
- 1987
  - 3e étape du Tour de Gironde
- 1988
  - 2e du Grand Prix de Monpazier
  - 3e du Circuit de la Chalosse
- 1989
  - Tarbes-Sauveterre
  - Enfer Béarnais
  - Critérium de Terrebourg
  - 2e étape du Tour du Béarn
  - 2e du Grand Prix de Monpazier
- 1990
  - Circuit des Vins du Blayais
- 1991
  - 3e étape du Tour des Landes
  - 2e de Tarbes-Sauveterre
  - 2e du Grand Prix des Fêtes de Coux-et-Bigaroque